# اندیس مزرعه حاجی حسن ۱
مزرعه حاجی حسن ۱ یک اندیس فلزی است که در حوالی شهر زرین استان یزد قرار دارد و مادهٔ معدنی موجود در آن، مس است.  